# Dendrobium erectopatens
Dendrobium erectopatens är en orkidéart som beskrevs av Johannes Jacobus Smith. Dendrobium erectopatens ingår i släktet Dendrobium, och familjen orkidéer. Inga underarter finns listade i Catalogue of Life.